# Примусовий шлюб
Примусовий шлюб — утворений шлюб, де одна чи обидві сторони одружені без їхньої вільно даної згоди. Міжнародні договори вважають примусовий шлюб порушенням прав людини, також це є в законодавстві багатьох держав.
Дитячі шлюби прирівнюються до примусових, оскільки дитина, що дає згоду, не є достатньо інформованою. Шлюби укладенні з корисливих мотивів (майнові інтереси, з метою отримання громадянства тощо), тобто без наміру створити сім'ю, але з усвідомленої вільної згоди, є не примусовими, а фіктивними.

## Види примусового шлюбу
Стамбульська конвенція визначає такі види примусового шлюбу:
- «Примушування» особи до вступу в шлюбні відносини із застосуванням фізичного або психологічного впливу, обмеженням можливості пересування та примусу;
- «заманювання» особи на територію іншої країни для примушування її до вступу в шлюб (незалежно від того, чи буде шлюб укладено фактично).[2]

Формами «примушення» можуть бути:
- примушування особи до вступу в шлюб;
- примушування особи до продовження примусово укладеного шлюбу;
- примушування особи до вступу у співжиття без укладання шлюбу;
- примушування особи до продовження такого співжиття.[3]